# STOP! Közlekedj okosan!
A STOP! Közlekedj okosan! magyar televíziós papírkivágásos animációs sorozat, amelyet Imre István írt és rendezett. Az animációs sorozatot a Pannónia Filmstúdió készítette, a zenéjét Balázs Árpád szerezte. Magyarországon az MTV, az M1, a Minimax és az M2 adta.

## Ismertető
Az okos kutya és a gyámoltalan cica nekivág az utcai forgalomnak. Együtt sétálnak a városban, és közben a kutya elmagyarázza cicának, hogy milyen veszélyek várnak rájuk. Kutya elmondja cicának azt is, miképp kell a gyalogosnak védekeznie, valamint mesél neki a kerékpározásról és a "stoppolás" szabályairól is.

## Alkotók
- Írta, tervezte és rendezte: Imre István
- Zeneszerző: Balázs Árpád
- Operatőr: Cseh András
- Hangmérnök: Bársony Péter
- Vágó: Czipauer János
- Gyártásvezető: Doroghy Judit, Bende Zsófi

A Magyar Televízió megbízásából a Pannónia Filmstúdió Készítette.

## Szereplők
| Szereplő | Magyar hang   |
| -------- | ------------- |
| Kutya    | Bodrogi Gyula |
| Cica     | Váradi Hédi   |

## Epizódok
| 1974–1976 | 1974–1976 | 1974–1976 |
| --------- | --- | --------- |
| 1. évad   | 1. Gyalogos közlekedés – Körültekintés 2. Gyalogos közlekedés – Az úttest nem játszótér 3. Gyalogos közlekedés – Áthaladás az úttesten 4. Gyalogos közlekedés – Áthaladás az egyirányú úton 5. Gyalogos közlekedés – A hirtelen lelépés veszélyei 6. Gyalogos közlekedés – Álló jármű mögül való lelépés veszélyei 7. Gyalogos közlekedés – Villamos-járdasziget 8. Gyalogos közlekedés – Járdasziget nélküli megálló 9. Utasként közlekedés – Felszállás tömegközlekedési eszközre 10. Utasként közlekedés – Viselkedés a tömegközlekedési eszközön 11. Utasként közlekedés – A kétkerekű járművön való utazás szabályai 12. A kerékpár – Cicus és Kutyus karácsonyi ajándéka 13. Kerékpáros közlekedés – Jelzőtáblák – 1. rész 14. Kerékpáros közlekedés – Jelzőtáblák – 2. rész 15. Kerékpáros közlekedés – Áthaladási sorrend az útkereszteződésben 16. Kerékpáros közlekedés – Jobbra kanyarodás 17. Kerékpáros közlekedés – Balra kanyarodás 18. Kerékpáros közlekedés szabályai – Kerékpározás lakott területen kívül | 1974      |
| 2. évad   | 1. Kerékpáros közlekedés – Személy- és Csomagszállítás 2. Kerékpáros közlekedés – Áthaladás a villamos síneken 3. Kerékpáros közlekedés – A kerékpár felszerelése 4. Kerékpáros közlekedés – Útburkolati jelek 5. Kerékpáros közlekedés – Fékút, féktávolság 6. Kerékpáros közlekedés – A gyalogosok elsőbbsége 7. Kerékpáros közlekedés – Vasúti átjárók 8. Kerékpáros közlekedés – Útvonal- és útjelző táblák 9. Kerékpáros közlekedés – Előzés és kikerülés 10. Kerékpáros közlekedés – KRESZ-vizsga | 1976      |